# Alströmeriaväxter
Alströmeriaväxter (Alstroemeriaceae) är en växtfamilj som omfattar fyra släkten. 

## Alstroemeria
Alströmeriasläktet (Alstroemeria) är ett sydamerikanskt växtsläkte. Växterna i släktet är fleråriga örter och växer naturligt på slättland och bergssluttningar i Chile och östra Brasilien.
Kulturformerna odlas som snittblommor och finns i många färger. De är mycket hållbara och kan stå i två veckor. De kan dock lätt få gula blad. 
Carl von Linné gav växten sitt latinska namn efter Claes Alströmer. Linné fick fröer skickade till sig av Alströmer.

## Bomarea
Bomeriasläktet är ett släkte av klätterväxter inom liljeordningen. De har klasar av klockformiga blommor.

## Leontochir
Ett monotypiskt släkte i familjen, det vill säga med en enda art. Denna förekommer i Chile. Detta släkte bör troligen inkluderas under Bomarea.

## Schickendantzia
Ett monotypiskt släkte i familjen från Argentina. Om den enda arten i släktet upprätthålls blir Alstroemeria parafyletiskt.

## Diskussion
1998 beskrevs släktet Taltalia som en ettårig art i Alstroemeria, men att godkänna detta leder till ett parafyletiskt Altroemeria. Slutsatsen blir alltså att familjen endast bör innehålla två släkten: Alstroemeria och Bomarea. 